# هنری مارش
ایان هنری ماری مارش (Ian Henry Murray Marsh؛ متولد ۸ دسامبر ۱۹۴۸) آهنگساز و موسیقیدان اهل انگلستان است که بیشتر به خاطر عضویت در گروه موسیقی پاپ سیلور شناخته می‌شود.